# Kanton-Oper
Die Kanton-Oper (chinesisch 粵劇 / 粤剧, Pinyin Yuèjù, Jyutping Jyut6kek6, auch 廣東大戲 / 广东大戏,  Guǎngdōng Dàxì, Jyutping Gwong2dung1 Daai6hei3, kant. 大戲 / 大戏,  Dàxì, Jyutping Daai6hei3) ist eine der Hauptformen der chinesischen Oper und die lokale Oper der Provinz Guangdong. Sie ist traditionell populär in kantonesische Sprachregionen und weit verbreitet in den Regionen Guangdong, Guangxi, Hongkong und Macau.
Musiksystematisch gehört die Kanton-Oper dem Untersystem an, dem auch die Opern von Anhui und Hubei sowie die Peking-Oper angehören. Grundsätzlich stützt sich ihre Musik, wie in der Peking-Oper, auf den von einem Holzklotz nanbangzi angegebenen Takt.
Die Themen der Kanton-Oper sind in der Regel klassischen Novellen, Legenden, Volksliteratur und lokalen Anekdoten entnommen. Auch haben ausländische Novellen und Opernstücke Eingang in die Kanton-Oper gefunden.

## Ursprung und Entwicklung
Im 12. Jahrhundert existierte eine Theaterform namens Namhei – Kantonesisch – bzw. Nanxi – Standardchinesisch / Hochchinesisch – (南戲 / 南戏,  nánxì, Jyutping naam4hei3 – „Südliche Oper“), die in den Theatern von Hangzhou aufgeführt wurde. Nach dem Einfall der Mongolen floh der damalige chinesische Kaiser der Song-Dynastie 1276 mit Hunderttausenden von Anhängern in die südliche Provinz Guangdong. Es wird allgemein angenommen, dass sich unter den Anhängern auch Namhei-Künstler / Nanxi-Künstler aus dem Norden befanden, welche den Grundstein zur späteren Kanton-Oper legten.
Die Kanton-Oper selbst entstand in Foshan, zwischen den Regierungszeiten der Qing-Kaiser Yongzheng und Daoguang, also in der Zeit von 1720 bis etwa 1800. Ihre endgültige Form fand sie, nachdem sie Elemente aus den Opern anderer Provinzen adaptiert und einige Sequenzen aus Lokalopern und volkstümlichen Melodien übernommen hat.
Bis zum 20. Jahrhundert wurden auch Frauenrollen traditionell von Männern gespielt.
Seit 2009 führt die UNESCO die Kanton-Oper auf ihrer Liste des immateriellen Kulturerbes der Menschheit.